# نیوکارلبو
نیوکارْلِبُو (Finland Swedish: [nyˈkɑ:rleˌby:]، فنلاندی: Uusikaarlepyy) یک شهر در منطقه اوستروبوتنیا واقع در فنلاند است. این شهر دو زبانه است. ۸۹ درصد مردم به زبان سوئدی ۸ درصد به زبان فنلاندی صحبت می‌کنند.
درر سال ۱۹۹۵، هلسینگین سانمات، روزنامه پیشرو فنلاند، این شهر کوچک و ایده‌آل را به عنوان «شادترین شهر فنلاند» انتخاب کرد.
این شهر زادگاه شاعر و نویسنده نام‌آور فنلاندی زاخریس توپلیوس است.

## شهرهای خواهرخوانده
- هامول، دانمارک
- استاینکیر، نروژ
- سولفتئو، سوئد